# Rhipidomys cariri
Rhipidomys cariri е вид бозайник от семейство Хомякови (Cricetidae).

## Разпространение
Видът е разпространен в Бразилия.